# Trippie Redd
Michael Lamar White IV (Canton, 18 de junho de 1999), mais conhecido como Trippie Redd, é um rapper, cantor e compositor norte-americano.
Sua mixtape de estreia, A Love Letter to You (2017), e o primeiro single da mesma, "Love Scars", o impulsionaram para a popularidade. Os seus singles "Dark Knight Dummo", com Travis Scott, "Taking a Walk" e "Topanga", entraram na Billboard Hot 100. Seus primeiros dois álbuns de estúdio, Life's a Trip (2018) e ! (2019), alcançaram o top cinco da Billboard 200, enquanto sua quarta mixtape, A Love Letter to You 4 (2019), liderou essa mesma parada. Seu terceiro álbum de estúdio, Pegasus (2020), alcançou o número dois da Billboard 100.

## Discográfia

### Álbuns de estúdio
- A Love Letter To You (2017)
- A Love Letter To You 2 (2017)
- LIFE'S A TRIP (2018)
- A Love Letter To You 3 (2018)
- ! (2019)
- A Love Letter To You 4 (2019)
- Pegasus (2020)
- Trip At Knight (2021)
- MANSION MUSIK (2023)
- A Love Letter To You 5 (2023)
- Saint Michael V2 (2023)